# 태극기 목판
태극기 목판(太極旗 木版)는 대한민국 충청남도 천안시 동남구 목천읍 독립기념관에 있는 일제강점기의 태극기 목판이다. 2008년 8월 12일 대한민국의 국가등록문화재 제385호로 지정되었다.

## 개요
태극기를 찍어내기 위해 목재에 4괘와 태극문양을 새긴 목판으로 희귀할 뿐 아니라 당시 제작 기법과 상황을 헤아릴 수 있는 것으로서 사료적 가치가 크다.

## 같이 보기
- 태극기

## 참고 자료
- 태극기 목판 - 국가유산청 국가유산포털